# Hisao Kuramata
Hisao Kuramata (倉又 寿雄, Kuramata Hisao, Saitama, 1 december 1958) is een Japans voormalig voetballer die als verdediger speelde en voetbaltrainer.

## Carrière
In 1977 ging Kuramata naar de Nippon Sport Science University, waar hij in het schoolteam voetbalde. Nadat hij in 1981 afstudeerde, ging Kuramata spelen voor Nippon Kokan, de voorloper van NKK. Kuramata veroverde er in 1981 de Beker van de keizer en in 1987 de JSL Cup. Kuramata beëindigde zijn spelersloopbaan in 1992.
In 1993 startte 名 zijn trainerscarrière bij NKK als assistent-trainer. Hij tekende in 1994 bij Tokyo Gas, de voorloper van FC Tokyo. In augustus 2006 nam hij het roer over van de opgestapte Alexandre Gallo als trainer.